# Gibson L6-S
Gibson L6-S - электрогитара компании Gibson, являющаяся модификацией модели Gibson L5-S для джазовых музыкантов. Данная модель имела форму, напоминающую широко известный Gibson Les Paul, но с более широкой декой и 24 ладами на накладке. Gibson L6-S также является первой моделью Gibson с двухоктавным грифом.

## История модели
Данная модель была разработана Биллом Лоуренсом (работником Gibson) в 1972 году с мыслью о том, чтобы создать «мульти-звуковую систему» в рамках очень ограниченного бюджета. Окончательная серийная модель несколько отличалась от первоначальной задумки, но «даже с учетом этих изменений, ранняя продукция L6-S по-прежнему была отличного качества».
Популярность L6-S постепенно снизилась после 1974 года, несмотря на высокие оценки от таких музыкантов как Эл Ди Меола и Карлос Сантана. Пэт Мартино также пользовался этой моделью в течение этого периода. Все модели L6-S были исключены из гитарных каталогов в 1979 году. Только L6-S Custom остался в каталоге 1980 года и по-прежнему изготавливалась на заводе в Нэшвилле. Ни одна модель L6-S нигогда не переиздавалась. Она рассматривалась многими как самая недооценённая модель из всех цельнокорпусных электрогитар Gibson.
L6-S выходила в трёх вариантах Все варианты имели кленовый корпус и два супер-хамбакера.

## Вариации L6-S

### L6-S Custom (1973 – 1980)

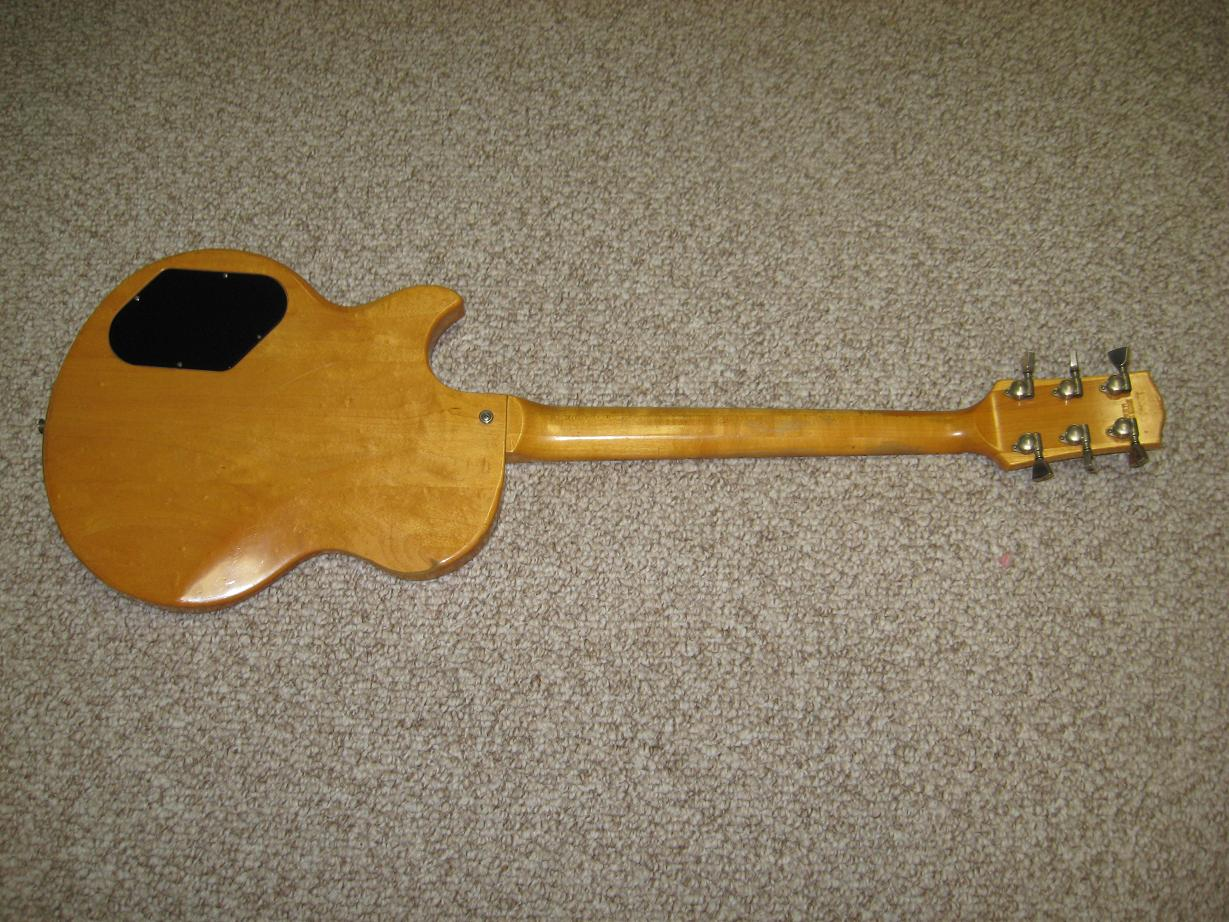
L6-S Custom (вид сзади)

Самая известная вариация среди 12000 гитар данной модели. Данная модель имела кленовый гриф и корпус, а также накладку из чёрного дерева (или клёна). Система управления включала в себя шестипозиционный переключатель, 1 регулятор громкости и 2 тона. На момент своего появления модель L6-S Custom называлась просто L6-S. Слово «Custom» появилось позже, когда компания Gibson выпустила модель L6-S Deluxe. Модели L6-S и L6-S Custom абсолютно идентичные за исключением названия.

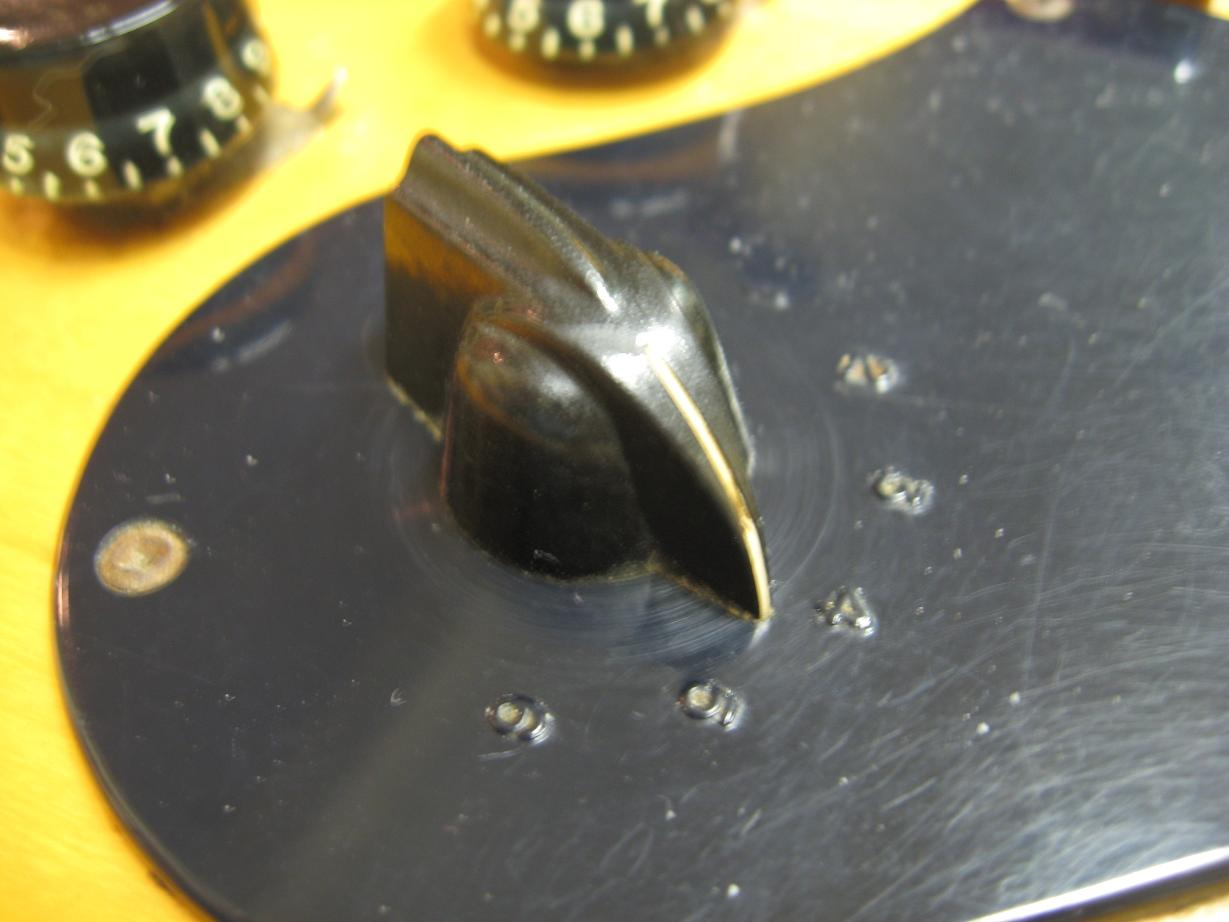
Переключатель звукоснимателей модели L6-S Custom

L6-S Custom известна своим шестипозиционным переключателем, который имел регулятор, нопоминающий по форме «головку курицы». Начиная с первой позиции и по часовой стрелке, регулятор переключает различные комбинации звукоснимателей. Основные комбинации:
1. Последовательное включение двух звукоснимателей.
2. Включение грифового звукоснимателя.
3. Параллельное включение двух звукоснимателей.
4. Параллельное включение фаз двух звукоснимателей. Величина фазы ограничена последовательным конденсатором.
5. Включение звукоснимателя у струнодержателя.
6. Последовательное включение фаз двух звукоснимателей.

Конденсатор в четвёртой позиции даёт полный тон, в противном случае гитара будет «шипеть». Конденсатор служит для ограничения шума звукоснимателя около грифа, а также фазовых задержок сигнала от него, в результате чего тон становится полным, в отличие от второй и четвёртой позиции переключателя на гитаре Fender Stratocaster.
Средний регулятор управления L6-S Custom использует катушку с индуктивностью 1.8 Гн, которая делится на витки за хамбакером, находящимся около конденсатора. Данное устройство получило название режекторный фильтр, который был вставлен работниками компании Gibson в цепь VariTone. Однако в цепи VariTone фиксируется сопротивление, в результате чего предпочтительными оказываются другие конденсаторы. В средней позиции регулирования L6-S сопротивление является переменной величиной, в то время как электроёмкость имеет фиксированное значение. В результате наблюдается понижение среднего тона, сохраняя при этом высокую степень «яркости» и «блеска» звучания инструмента.
Регуляторы громкости и частоты работают так же, как и в большинстве других электрогитар с пассивной электросхемой.
Основной причиной поломки L6-S Custom является неумение гитариста менять тон во время игры. В таких гитарах как Gibson Les Paul, Fender Telecaster и других моделях используется простой переключатель звукоснимателей. Поступательное переключение намного проще, чем  шестипозиционное поворотное.

### L6-S Midnight Special (1974 – 1979)
Наименее известная версия с общим объёмом производства в 2000 экземпляров. Данная версия была полностью сделана из клёна с грифом на болтах Также данная модель имела шестипозиционный переключатель, регуляторы громкости и тона, сквозной корпус. Эта модель - разновидность Les Paul Special.

### L6-S Deluxe (1974 – 1979)
По популярности эта модель уступала L6-S Custom, но значительно опережала Midnight Special. Общий объём производства около 3500 экземпляров. Модель Deluxe имела сквозной кленовый корпус и гриф с палисандровой накладкой. Система управления включала в себя трёхпозиционный переключатель, регуляторы громкости и тона.